# Johann Baptist Metz
Johann Baptist Metz (ur. 5 sierpnia 1928 roku w Welluck, dziś Auerbach w Górnym Palatynacie, zm. 2 grudnia 2019 w Münster) – niemiecki teolog i ksiądz katolicki, uczeń Karla Rahnera, uważany za założyciela Nowej Teologii Politycznej.

## Życie
Metz wychował się w małym miasteczku w Bawarii. Pod koniec wojny został jako 16-latek powołany do Wehrmachtu. Doświadczenie wojny wywarło ogromny wpływ na jego wrażliwość na pytanie o teodyceę. Po ukończeniu dzisiejszego Gregor-Mendel-Gymnasium w Ambergu rozpoczął Metz studia teologii i filozofii w 1948 roku w Bambergu i rok później przeniósł się do Innsbrucku, gdzie już w bardzo wczesnej fazie jego studiów należał do wąskiego grona uczniów Karla Rahnera. W 1952 roku obronił doktorat z filozofii na podstawie rozprawy „Heidegger i problem metafizyki” pod kierownictwem jezuity Emericha Coretha. W 1954 roku przyjął święcenia kapłańskie w Bambergu i rozpoczął pracę duszpasterską. W tym czasie napisał dwie monografie oraz liczne artykuły do wydawanego przez Rahnera Leksykonu Teologii i Kościoła. Tytuł doktora teologii uzyskał w 1961 na podstawie pracy „Christliche Anthropozentrik” o św. Tomaszu z Akwinu. Następnie rozpoczął habilitację pod kierownictwem Karla Rahnera w Monachium. Jeszcze przed jej ukończeniem został powołany na Katedrę Teologii Fundamentalnej na Wydziale Teologii Katolickiej Westfalskiego Uniwersytetu Wilhelma w Münster, której przewodził do 1993 roku. Od 1968 do 1973 roku był konsultantem Papieskiego Sekretariatu ds. Niewierzących, a od 1971 do 1975 doradcą Synodu w Würzburgu i jednym z głównych autorów dokumentu synodalnego Nasza nadzieja.

## Teologia
Metza można uznać obok Jürgena Moltmanna za założyciela tzw. „Nowej” Teologii Politycznej – w przeciwieństwie do „Starej” Teologii Politycznej Carla Schmitta. Kierunek ten może być uznawany za europejski odpowiednik teologii wyzwolenia w Ameryce Łacińskiej. Intencją Metza jest wprowadzenie „autorytetu cierpiących” do teologii oraz nowe postawienie pytania o teodyceę – Kościół i teologia są zobowiązane chronić pamięć o cierpieniu (memoria passionis), zarówno współczesnym, jak i przeszłym. Polityczny charakter tej teologii nie ma nic wspólnego z programami politycznymi, a ma wyrażać obowiązek Kościoła do zaangażowania się w sprawy społeczne.

## Dzieła
Od 2015 roku wydawane są przez Wydawnictwo Herder „Gesammelte Schriften” Metza. Wydanie przewiduje 9 tomów, które ukazują rozwój myśli Metza. Wydawcą tej serii jest Johann Reikerstorfer. W języku polskim ukazało się m.in. jedno z jego głównych dzieł „Teologia wobec cierpienia”. Pełna lista publikacji Metza znajduje się na jego stronie internetowej.